# 高島台
高島台（たかしまだい）は、神奈川県横浜市神奈川区の町名。丁目の設定のない単独町名である。住居表示未実施区域。

## 地理
神奈川区の南部、横浜駅北方の高台に位置し、北に上反町、北東に桐畑、東に青木町、南部に台町、西に沢渡、北西に泉町と接している。

## 歴史

### 地名の由来
高島嘉右衛門が高島山公園付近に居住したことから。

### 沿革
- 1932年（昭和7年）1月1日 - 青木町字台町の一部を分離し、高島台を新設[6]。横浜市神奈川区高島台となる。
- 1961年（昭和36年）2月16日 - 土地区画整理事業に伴い、上反町、桐畑の各一部を高島台に編入[7]。
- 1974年（昭和49年）2月6日 - 土地区画整理事業に伴い、高島台の一部を泉町、上反町、桐畑へ編入。台町、沢渡との境界を変更[8]。

## 世帯数と人口
2025年（令和7年）6月30日現在（横浜市発表）の世帯数と人口は以下の通りである。
| 町丁   | 世帯数    | 人口    |
| ------ | --------- | ------- |
| 高島台 | 1,497世帯 | 3,013人 |

### 人口の変遷
国勢調査による人口の推移。
| 年                 | 人口  |
| ------------------ | ----- |
| 1995年（平成7年）  | 2,127 |
| 2000年（平成12年） | 2,420 |
| 2005年（平成17年） | 2,376 |
| 2010年（平成22年） | 2,651 |
| 2015年（平成27年） | 2,996 |
| 2020年（令和2年）  | 3,116 |

### 世帯数の変遷
国勢調査による世帯数の推移。
| 年                 | 世帯数 |
| ------------------ | ------ |
| 1995年（平成7年）  | 1,056  |
| 2000年（平成12年） | 1,223  |
| 2005年（平成17年） | 1,190  |
| 2010年（平成22年） | 1,278  |
| 2015年（平成27年） | 1,424  |
| 2020年（令和2年）  | 1,526  |

## 学区
市立小・中学校に通う場合、学区は以下の通りとなる（2024年11月時点）。
| 番・番地等 | 小学校             | 中学校               |
| ---------- | ------------------ | -------------------- |
| 全域       | 横浜市立青木小学校 | 横浜市立栗田谷中学校 |

## 事業所
2021年（令和3年）現在の経済センサス調査による事業所数と従業員数は以下の通りである。
| 町丁   | 事業所数 | 従業員数 |
| ------ | -------- | -------- |
| 高島台 | 40事業所 | 168人    |

### 事業者数の変遷
経済センサスによる事業所数の推移。
| 年                 | 事業者数 |
| ------------------ | -------- |
| 2016年（平成28年） | 33       |
| 2021年（令和3年）  | 40       |

### 従業員数の変遷
経済センサスによる従業員数の推移。
| 年                 | 従業員数 |
| ------------------ | -------- |
| 2016年（平成28年） | 101      |
| 2021年（令和3年）  | 168      |

## 交通
- 国道1号

## 施設
- 本覚寺
  - 青木城

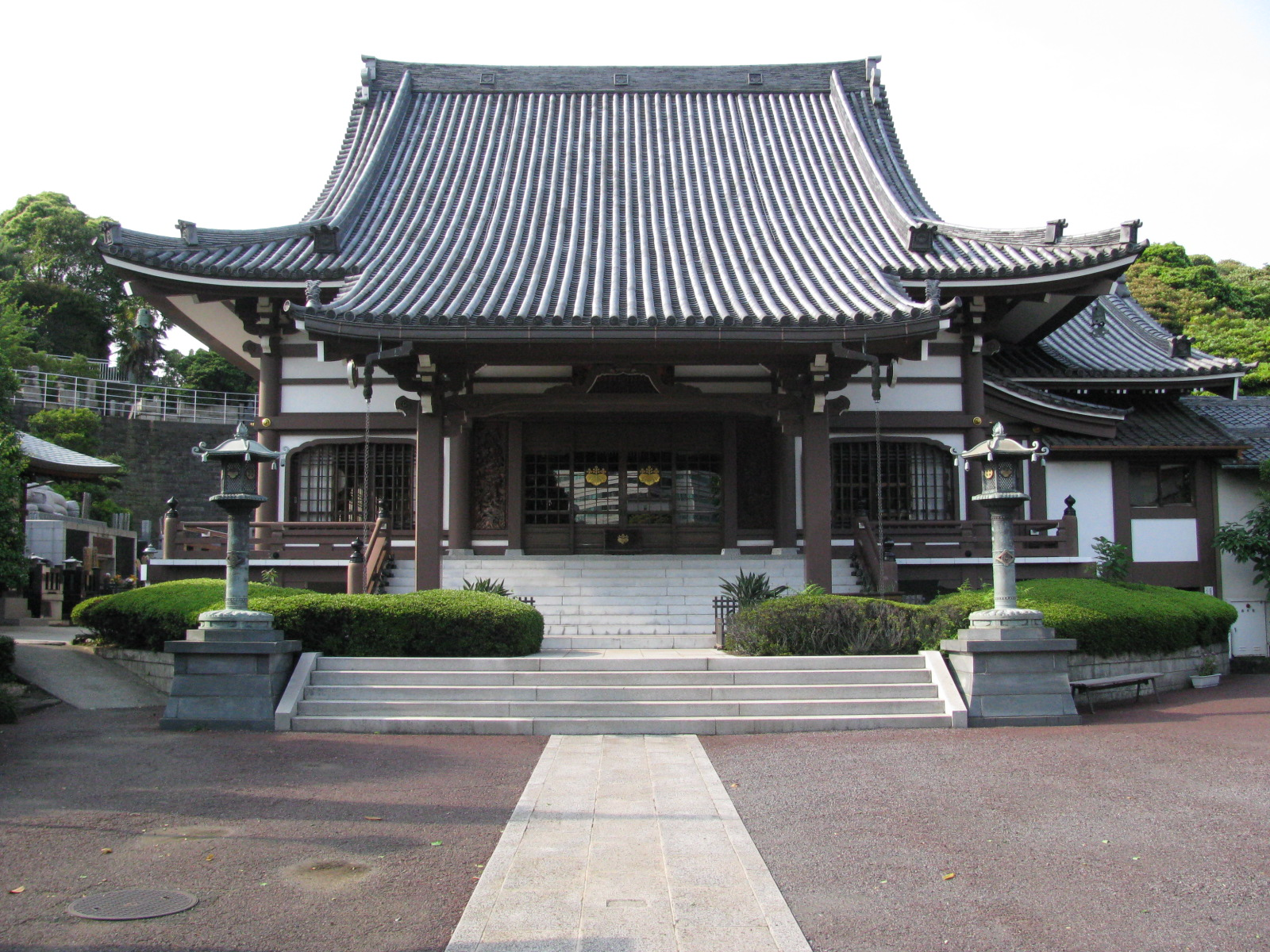
本覚寺

- 高島山公園 - 高島嘉右衛門の記念碑（望欣台の碑）、弁玉の歌碑がある。
- 台町公園[18]
- 上台町公園

## その他

### 日本郵便
- 郵便番号 : 221-0833[3]（集配局：神奈川郵便局[19]）

### 警察
町内の警察の管轄区域は以下の通りである。
| 番・番地等 | 警察署       | 交番・駐在所 |
| ---------- | ------------ | ------------ |
| 全域       | 神奈川警察署 | 沢渡交番     |